# 關原加油站
關原加油站是台灣中油公司直營的加油站，位於花蓮縣秀林鄉關原，由油品行銷事業部東區營業處負責管理營運。因地處山區偏遠，並坐落於標高2,374公尺，不僅成為臺灣海拔最高的加油站，也是省道臺8線（中橫公路）東段上最重要的加油站。該站另一項特色為售有肉粽而聞名。

## 沿革
1987年中國石油公司為照顧偏鄉地區與行經中橫公路之遊客，於海拔標高2,374公尺的關原設置關原加油站，後續歷經中國石油公司組織調整與改名等過程，目前該加油站由台灣中油公司油品行銷事業部東區營業處負責管理與油料運補等。
2016年2月中油公司不堪多處離島與高山偏鄉加油站長期虧損，但油價仍與平地加油站售價相同，因此計畫向經濟部提出浮動油價修正案，望能爭取未來油價只公布批售價，零售價由各地加油站自行決定，海拔最高的關原加油站由於長期虧損，曾實施週末油價每公升調漲1元的措施減緩虧損，但此舉遭立法委員得知後強烈抨擊下取消措施，此次爭取調整浮動油價修正案提送經濟部後，經濟部官員表示，對於中油公司想調高偏遠地區加油站售價，茲事體大，要經客觀評估，考量市場接不接受，而持保守態度。
2019年8月6日起建站32年的關原加油站，因設施老舊，且為符合環保、工安法令，以及太魯閣國家公園之園區景觀品質，斥資2,000萬元展開為期五個月的停業整修工程，改善內容包含地下油品管線汰換、油槽內襯包覆改善、新增沉油泵多槍式加油機、站區車道地坪改善、站體建築美化等多項改善措施，整建工程於2020年1月14日完工並重新開始營業。

## 油品營運
每個月自花蓮縣新城鄉的北埔油庫，以載油量二萬公升的油罐車運補三次，來回距離約180公里，運輸成本約新臺幣2,000元。
由於關原加油站運輸成本高，且位處偏鄉，平時僅有來往中橫公路之遊客會在此加油，每日平均發油量更是僅有1,500公升，每個月運輸與人事成本約需40萬元，但油品銷售毛利不到6萬元，成為中油公司600多間直營加油站中自開業以來都沒有營利過的加油站，更曾有在公司內部評估要停業的提案，因此為降低人事成本，該加油站並無銷售98無鉛汽油，僅有92、95無鉛汽油與超級柴油等，並配置兩人輪值，平時僅一人值班。
雖然關原加油站表定營業時間為每日的上午九時至下午六時，但因需顧及加油站安全，因此值班人員仍會留守於加油站過夜，若晚間行經於此緊急需要用油時，需先向鄰近的花蓮縣警察局合歡派出所登記後，仍可於夜間至關原加油站緊急加油。

## 特色

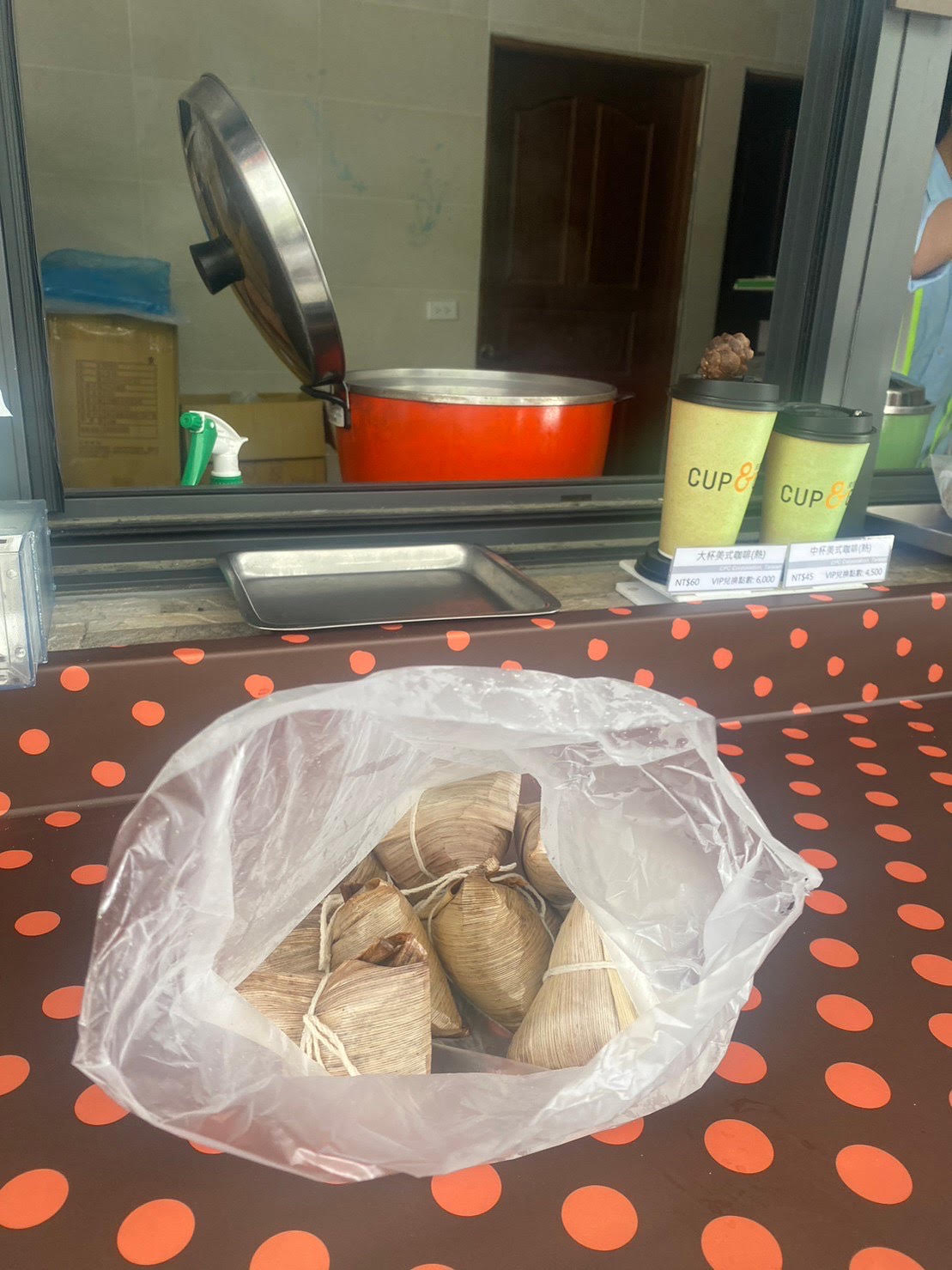
關原加油站所販售的肉粽。

關原加油站除了油品銷售外，其最著名的是另有販售肉粽、咖啡等熱飲食。由於關原加油站周邊無店家，2012年加油站員工向總公司爭取下開始販售肉粽，肉粽以壽司米取代常見的糯米，並包含香菇、豬肉等內餡，以手工包粽，平均每日銷售量100到120顆，每個月銷售量已達5,000顆以上，許多遊客更是特地為了肉粽而來，比起本業的加油業務平均一日50車次還多。關原加油站肉粽最初售價一顆35元，後調整至一顆40元，2023年5月1日起因應原物料成本調整，加油站肉粽從每顆40元調漲為每顆45元。